# 陶建华 (流体力学家)
陶建华（1937年5月—），女，四川涪陵人，生于江西星子，中华人民共和国流体力学家、政治人物，天津大学教授，中国民主同盟中央委员会原常务委员，第八、九、十届全国政协委员。